# Hodak (raper)
Hodak, właśc. Łukasz Hodakowski (ur. 4 marca 1996 w Wieluniu) – polski raper, piosenkarz i autor tekstów. Większość swojej kariery współpracował z polskim producentem muzycznym znanym pod pseudonimem 2K. 

## Wczesne życie
Urodził się w Wieluniu, lecz wychował w Kluczborku gdzie mieszkał przy ulicy Ligonia. W czasach nastoletnich trenował breakdance. Przez dwa lata uczęszczał do Lotniczej Akademii Wojskowej w Dęblinie, którą porzucił na rzecz tworzenia muzyki.

## Kariera muzyczna
4 listopada 2015 roku wydał swój pierwszy oficjalny utwór pt ,,CA$H".
16 maja 2017 roku wystąpił gościnnie u polskiego rapera Gedza w utworze pt ,,Nowy Track". W 2018 roku wystąpił gościnnie u polskiego rapera PlanBe w numerze pt ,,Mekka V2" wraz z Gedzem.
Pod koniec kwietnia 2019 roku wypuścił swój utwór pt „Oh Wow" we współpracy z producentem 2K. Singiel pokrył się statusem złotej płyty. W styczniu 2020 roku wydał singiel pt ,,Omerta" we współpracy z raperem Avim oraz producentem 2K. Utwór pokrył się statusem złotej płyty.
5 marca 2020 roku wypuścił swój pierwszy album studyjny pt „Custom" we współpracy z producentem 2K. Na płycie w gościnnym występie znaleźli się m.in. Avi, Young Igi czy Gedz.
17 maja 2020 roku wydał drugi album studyjny pt „zapach zimy i papierosów" we współpracy z producentem znanym pod pseudonimem Miroff. Gościnnie na albumie pojawili się m.in. Miły ATZ, CatchUp, Deemz czy DJ Eprom.
W marcu 2021 roku został uczestnikiem ósmej edycji Młodych Wilków - Popkillera.
8 marca 2021 roku wypuścił singiel promujący nową płytę pt ,,Oh No!" we współpracy z dwoma producentami 2K oraz Deemz. Singiel pokrył się statusem platynowej płyty. W tym samym roku wydał utwór we współpracy z polską wokalistką Dziarmą i producentem 2K pt „Nieważne". Utwór pokrył się statusem złotej płyty.
10 czerwca 2021 roku wydał swój trzeci album studyjny pt „Moody Tapes, Volume One” we współpracy z producentem 2K. Na albumie w gościnnym występie znaleźli się: Paluch, schafter, Dziarma, Deemz, Gedz czy Mila Janowska. Album pokrył się statusem złotej płyty.
12 lipca 2022 roku wydał piosenkę pt. „Online” we współpracy z biłgorajskim raperem Kukonem, wyprodukowaną przez 2K i Sergiusza. W 2023 roku wystąpił gościnnie u polskiego rapera Kubana w utworze pt „rubinowe wino" na albumie Spokój.. Singiel pokrył się statusem złotej płyty. 
11 lipca 2024 roku wypuścił singiel ,,Napraw mnie" we współpracy z Alicją Szemplińską, promujący jego nową płytę „Mr. Sandman”. 19 września 2024 roku wydał swój czwarty album studyjny pt „Mr. Sandman” we współpracy z producentem 2K.

## Dyskografia

### Albumy studyjne
| Rok  | Tytuł | Sprzedaż       | Certyfikat         |
| ---- | --- | -------------- | ------------------ |
| 2020 | Custom (we współpracy z 2K) - Data: 5 marca 2020 - Wydawnictwo: Def Jam Recordings/ Universal Music Polska - Format: CD, digital downloand                     |                |                    |
| 2020 | zapach zimy i papierosów (we współpracy z Miroffem) - Data: 17 maja 2020 - Wydawnictwo: Def Jam Recordings - Format: CD, digital downloand                     |                |                    |
| 2021 | Moody Tapes, Volume One (we współpracy z 2K) - Data: 11 czerwca 2021 - Wydawnictwo: Def Jam Recordings/ Universal Music Polska - Format: CD, digital downloand | - POL: 15 000+ | - POL: złota płyta |
| 2024 | Mr. Sandman (we współpracy z 2K) - Data: 19 września 2024 - Wydawnictwo: Def Jam Recordings/ Universal Music Polska - Format: CD, digital downloand            |                |                    |

### Single
| Rok  | Tytuł                                                       | Certyfikat             | Album                                  |
| ---- | ----------------------------------------------------------- | ---------------------- | -------------------------------------- |
| 2015 | „CA$H”                                                      |                        | Singel niealbumowy                     |
| 2016 | „Wzrok”                                                     |                        | Singel niealbumowy                     |
| 2018 | „Nie Mam Czasu"                                             |                        | Singel niealbumowy                     |
| 2019 | „Oh Wow”                                                    | - POL: złota płyta     | Custom (produkcji 2K)                  |
| 2019 | „Custom” (gość. Young Igi)                                  |                        | Custom (produkcji 2K)                  |
| 2019 | „Scudo”                                                     |                        | Custom (produkcji 2K)                  |
| 2020 | „Omerta” (gość. Avi)                                        | - POL: złota płyta     | Custom (produkcji 2K)                  |
| 2020 | „Vice City”                                                 |                        | Custom (produkcji 2K)                  |
| 2020 | „Jordans” (gość. killer4687)                                |                        | Custom (produkcji 2K)                  |
| 2020 | „dead inside / kim jestem?” (produkcja 2K)                  |                        | Singel niealbumowy                     |
| 2021 | „Oh No!” (we współpracy producenckiej z Deemz)              | - Pol: platynowa płyta | Moody Tapes, Volume One (produkcji 2K) |
| 2021 | C.R.E.A.M (gość. Paluch)                                    |                        | Moody Tapes, Volume One (produkcji 2K) |
| 2021 | Bez zarzutów (gość. schafter)                               |                        | Moody Tapes, Volume One (produkcji 2K) |
| 2021 | „Nieważne” (gość. Dziarma)                                  | - POL: złota płyta     | Moody Tapes, Volume One (produkcji 2K) |
| 2021 | „Moody Interlude” (BEZ BITU)                                |                        | Singel niealbumowy                     |
| 2021 | „Inny Świat” (produkcja 2K)                                 |                        | Singel niealbumowy                     |
| 2021 | Late Night Studio Sessions (produkcja 2K)                   |                        | Singel niealbumowy                     |
| 2022 | „Online” (we współpracy z Kukonem, produkcja 2K i Sergiusz) |                        | Singel niealbumowy                     |
| 2023 | „4 marca” (produkcja 2K i Miroff)                           |                        | Singel niealbumowy                     |
| 2023 | „Eter” (produkcja Hubi)                                     |                        | Mr. Sandman (produkcji 2K)             |
| 2023 | „Idę na bar”                                                |                        | Mr. Sandman (produkcji 2K)             |
| 2024 | „Gdzie byś się chciała umówić?”                             |                        | Mr. Sandman (produkcji 2K)             |
| 2024 | „Zawsze”                                                    |                        | Mr. Sandman (produkcji 2K)             |
| 2024 | „Napraw mnie” (gość. Alicja Szemplińska)                    |                        | Mr. Sandman (produkcji 2K)             |
| 2024 | „Dead man walking” (produkcja Phunk'ill)                    |                        | Mr. Sandman (produkcji 2K)             |
| 2024 | „Sam ze sobą” (produkcja Phunk'ill)                         |                        | Mr. Sandman (produkcji 2K)             |
| 2024 | „Sandman”                                                   |                        | Mr. Sandman (produkcji 2K)             |

### Występy gościnne
| Rok  | Tytuł                                                                      | Certyfikat         | Album              |
| ---- | -------------------------------------------------------------------------- | ------------------ | ------------------ |
| 2017 | „Nowy Track” - Gedz (gość. Hodak)                                          |                    | Singel niealbumowy |
| 2018 | Mekka V2 (Remix) - PlanBe (gość. Hodak, Gedz)                              |                    | Singel niealbumowy |
| 2021 | „Osiedle” - Berson (gość. Hodak, produkcja @atutowy)                       |                    | Żelbeton Solo      |
| 2021 | „Moody Perypetie” - CatchUp (gość. Hodak, produkcja 2K)                    |                    | Singel niealbumowy |
| 2021 | „Batoniki” - Sokół (gość. Hodak, produkcja Sampler Orchestra)              |                    | NIC                |
| 2021 | „Drzazga” - Dziarma (gość. Hodak, produkcja SHDOW                          |                    | DZIARMA            |
| 2021 | „Spójrz” - Alicja Szemplińska (gość. Hodak)                                |                    | Singel niealbumowy |
| 2023 | „rubinowe wino” - Kuban (gość. Hodak)                                      | - POL: złota płyta | Spójrz.            |
| 2024 | „Starsi Panowie” - HAZEI1 (gość. Hodak, BENITO, produkcja Hvll, Moo Latte) |                    | ODA                |
| 2024 | „w co ty dzisiaj grasz?” - Alicja Szemplińska (gość. Hodak)                |                    | nie wracam         |